# Asif Schaukat

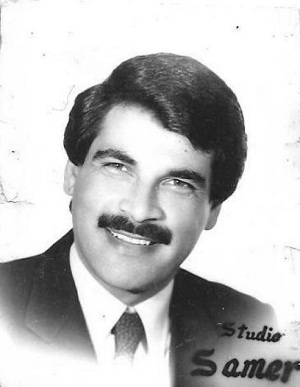
Asif Schaukat

Asif Schaukat (arabisch آصف شوكت, DMG Āṣif Šaukat, auch Assef Shawkat; * 15. Januar 1950 in al-Madehleh bei Tartus; † 18. Juli 2012 in Damaskus) war Generalmajor und seit 2009 Stellvertreter des syrischen Generalstabschefs. Davor war er vier Jahre lang Chef des Militärgeheimdienstes.

## Leben
Schaukat gehörte der alawitischen Glaubensgemeinschaft an. Er diente als Freiwilliger in der syrischen Armee und stieg bis zum Generalmajor auf. Er studierte Pharmazie an der Universität von Damaskus. In den 1980er Jahren traf er Buschra al-Assad, die Tochter des damaligen Präsidenten Hafiz al-Assad. Ihr jüngerer Bruder Basil al-Assad widersetzte sich dieser Verbindung und ließ Schaukat insgesamt dreimal einsperren. Dieser verunglückte dann 1994 bei einem Autounfall, und 1995 fand die Hochzeit Shaukats statt. Schaukat war somit ein Schwager von Präsident Baschar al-Assad. Anschließend machte Schaukat eine steile Karriere und wurde 2005 Nachfolger von General Hassan Khalil als Chef der Abteilung für militärische Aufklärung.
Er wird verdächtigt, das Attentat auf Rafiq al-Hariri im Jahr 2005 organisiert zu haben.
Im Januar 2006 wurden die Konten Schaukats in den USA gesperrt. Als Begründung wurde die Unterstützung von Terror und Einmischung in die Souveränität Libanons angeführt.
Laut Aussage der libanesischen Zeitung al-Akhbar vom 13. September 2011 ernannte ihn Assad im Zuge der landesweiten Proteste zum Vizeverteidigungsminister.
Schaukat wurde am 18. Juli 2012 in Damaskus bei einem Anschlag während des Bürgerkrieges in Syrien getötet. Auch der syrische Verteidigungsminister Daud Radschha starb bei dem Attentat. Am 20. Juli 2012 erlag der syrische Geheimdienstchef Hischam al-Ichtiyar den Folgen dieses Anschlags.